# 몬스☆패닉
《몬스☆패닉》은 제2회 노블엔진 라이트 노벨 대상 공모전에서 대상을 수상한 작가 NEOTYPE의 대상 수상작이다. 삽화는 Gilse가 담당했고, 만화는 RN이 담당하였다.
제2회 노블엔진 라이트노벨 대상에서 대상을 수상한 작품으로 대한민국 라이트노벨 중에서는 처음으로 일본어판 판권이 수출되었으며, 그와 함께 원작의 외전을 바탕으로 드라마 CD가 제작되었다.일본에서는 프리덤노벨(Freedom Novel)에서 라이선스를 취득하여 출판하고 있다. 프리덤 노벨은 일본 신생 레이블로 다른 일본 라이트 노벨 레이블과는 다르게 판형이 한국 판형인 B5 변형보다 조금 크며, 일본판 몬스☆패닉은 컬러 삽화가 흑백으로 삽입되거나 위치가 바뀌어 있다.

## 줄거리
1999년 공포의 대왕(Angolmois)이 태평양에 나타나고 인간은 이를 제거하는데 실패했다. 이때 여왕이 나타나 7일 밤낮을 싸워 물리친 뒤 신천도와 신비가 인간들에게 모습을 드러내면서 신비시대가 시작된다.
10년뒤 신천도는 대한민국 상공으로 오고 여왕은 인간과의 교류를 위해 17세가 된 인간을 대상으로 교환학생을 받기로하고 3명을 추첨한다.
새가슴에 불운하고 그림자가 멋대로 움직이는 신유신, 중국에서 온 퇴마사 리 샤오메이, 신비에 관심이 있는 시몬 오스틴이 추첨되고 신천도에 교환학생으로 올라가면서 이야기는 시작된다.

## 등장인물

### 교환학생
신유신 (이명 - 태공망)
성우 : 박주광
이 작품의 주인공. 심각한 새가슴에 불운이 졸졸 따라다니던 예비 고등학생이었으나, 신천도의 여왕이 인간과의 교류를 위해 교환학생을 받기로하고, 선발 방식인 제비뽑기에 의해 교환학생으로 뽑히고 만다. 그림자가 움직이는 게 특징으로, 나중에 태공망이라는 이명을 얻는다.
별명은 트러블 마제스티
리 샤오메이 (이명 - 태조고황제)
성우 : 최승희
시몬 오스틴 (이명 - 프랑켄슈타인)
※ 어둠의 다크니스☆좀비에게서 이명을 빼앗음
성우 : 최대한

### 이명 소유자
아이링☆천년강시 (이명 - 제천대성(濟天大聖)
성우 : sieL
그레이스 유포리아☆발키리 (이명 - 수르트(Surt))
성우 : 박기령
엘리자베스 디올라☆흡혈귀 (이명 - 메피스토펠레스(Mephistopheles))
마야 프렌첼☆몽마 (이명 - 파프닐(Fafnir))
유리☆설녀 (이명 - 소열제(昭烈帝))
어둠의 다크니스☆좀비 (이명 - 프랑켄슈타인) ※교환학생 시몬 오스틴에게 빼앗김
존 도우☆도플갱어 (이명 - 문무왕(文武王)) ※2권 이후 이명은 이무기에게 넘어감
무기☆이무기 (이명 - 문무왕(文武王)) ※도플갱어와의 싸움 이후 문무왕 획득

### 칠성군
신천도에서 단 일곱밖에 없는 주인이명 소유자
아실 아바드 로드 리베리☆드워프 (이명 - 오딘(Odin))
드워프. 주천도에서 제일가는 대장장이이며 발키리 그레이스의 친구이다.

자신의 외모에 대해서 항상 자신감이 없으나 엄청난 미인.

원래는 이명이 없었으나 아인이 일으킨 사건으로 인해 발생한 이명쟁탈전에서 최후의 1인으로써 주인이명인 오딘을 획득하게 된다.

전투에는 소질이 없어 주인이명을 뺏기 위해서는 집안에 설치된 부비트랩을 뚫고 아실이 있는 방까지 가야하지만 아무도 뚫은 사람이 없다.
아인 루비라이트☆붉은 용 (이명 - 시바(Shiva))
성우 : 노노
단일존재. 천상천하 유아독존 드래곤.
그 이름의 뜻은 아인(진정한) 루비라이트(진홍색).
태어날때부터 막강한 힘을 가지고 탄생한 존재로써, 주위의 약한자들을 괴롭히는걸 일상처럼 여겨와 폭군이라 불렸다.
그만큼 자만심도 강하여, 자신에게 한방 먹인 신유신에게 복잡한 감정을 품게된다.(플래그)
소열제 설녀와는 과거 인연이 있었던모양.
덤으로 칠성군중 하나인 오딘의 전 소유자.
그 강함은 칠성군 최강의 타이틀로써 증명된다.
(유주가 다가온다)
아인: 히익!(설녀뒤에 숨는다)
비현군☆태공망 (이명 - 원시천존(元始天尊))
디가르☆우로보로스 (이명 - 제우스(Zeus))
A.F☆호문클루스 (이명 - 라(La))
시신☆후 (이명-석가)
 ???☆?? (이명 - 메시아(Messiah))
※큰 스포중 하나기에 정체를 적지 않겠음.

### 이명 없음
유주☆천호
경국지색의 로리라고 불리며 신천도 최고 매력을 가지고 있다. 유주는 한자로 幼主라고 쓰며 이름 그대로 작은 주인이다. 여왕 다음가는 최강자.

정체는 봉신연의에서 등장하는 요호 달기, 신천도로 봉신되고 난 이후 여왕의 힘을 받아 천호가 되었다.

사불상 녹양에게 소공주라고 불리고 있으나 본인은 그렇게 불리는 것을 싫어한다. 평소에는 온화하고 겁이 많은 듯한 모습이지만, 분노하면 신천도의 그 누구도 감히 살아남을 생각을 할 수가 없다.

이명이 없는이유. "이명? 그런게 왜 필요해?"
여왕☆구세주
1999년 세기말 공포의 대왕인 Angolmois를 일주일간의 사투를 벌여 처치하고 고대부터 숨겨져온 신천도와 신비들을 세상에 알린 존재.

대중들에게는 면사로 얼굴을 가린 상태로 등장해 본 모습을 아는 사람은 거의 없다.
곤☆불가사리
제천대성 아이링과 함께 다니는 신비. 작고 머리 모양이 별모양인 것이 외견적인 특징. 항상 아이링에게 공 취급을 당하고 있는 불쌍한 처지.
가야
신천도 구석 골목에 있는 녹청정의 주인이며 아이링의 엄마(대행), 지상에서 볼 수 있는 물건들을 취급하고 수집하는 것을 좋아한다.

꽤나 덤벙대고 태평스러운 모습을 보여주는 캐릭터.

하지만 트러블 게이지라는 것이 있어 이것이 쌓이면 신천도를 뒤집어 엎을만한 트러블을 일으킨다.
녹양☆사불상
봉신연의에서 등장하는 태공망의 신수로 잘 알려진 사불상 일족. 유주를 아끼는 마음이 매우 크다.

평소에는 유주를 소공주라고 부르고 있다.
신무☆황룡
신천도 중앙 최고 관리자. 여왕 다음가는 권력자로 신천도의 모든 것을 관리하는 정승.

신천도에 정승 신무가 없다면 28일만에 신천도가 멸망한다고 할 정도로 모든 것을 총괄한다.

중앙에 거의 없는 여왕 때문에 위염과 스트레스를 달고 사는 캐릭터.

## 용어
신비

신천도
신천도는 신비가 사는 곳으로 11개의 섬으로 이루어졌다.
이명
이명은 신화나 전설, 역사에서 활약했던 인물들의 이름에서 따오며 이명의 종류는 크게 주인이명, 특수이명, 일반이명으로 나뉜다.
- 주인이명

7개만 존재하는 최상위 이명으로 주인이명을 가진자를 칠성군이라고 하며 저택과 관리비를 받는다. 이명쟁탈전에 참가하는 신비들의 최종 목적이다.
- 특수이명

특수한 무기인 이명무기가 주어지며 몇몇은 주인이명에 필적하는 강한 무기가 주어지기도 한다.
- 일반이명

신천도의 대부분의 이명으로 이명무기는 없다.
| 이명                           | 원전                           | 소유자                        | 특전                   | 비고 |
| ------------------------------ | ------------------------------ | ----------------------------- | ---------------------- | --- |
| 메피스토펠레스(Mephistopheles) | 파우스트에 등장하는 악마       | 엘리자베스 디올라             | 거짓말쟁이의 망토      | 환술, 환각이 거의 통하지 않게 된다.                                                                              |
| 소열제(昭烈帝)                 | 삼국지의 유비                  | 유리                          | 매력99의 망토          | 미약한 유혹 마법이 발동된다.                                                                                     |
| 왕중양(王重陽)                 | 중국 도교 분파 전진교의 창시자 | 짐새                          | 전진도사모             | 머리에 쓰면 기의 순환을 도와준다.                                                                                |
| 위무제(魏武帝)                 | 삼국지의 조조                  |                               | 군주가 부른다!         | 호루라기 형태로 자신의 군단으로 설정해중 인원이 반경 1km에 있을 때 소환된다.                                     |
| 케이론(Cheiron/Chiron/Khiron)  | 켄타우로스의 현자              | 듀라한                        | 길잡이의 사수좌        | 화살 모양의 펜던트로 다양한 정보를 읽을 수 있다.                                                                 |
| 파프닐(Fafnir/Fefnir)          | 북유럽 신화의 드래곤           |                               | 욕심쟁이 드래곤의 레어 | 무한의 돈 창고                                                                                                   |
| 프랑켄슈타인(Frankenstein)     | 소설 프랑켄슈타인의 등장인물   | 어둠의 다크니스 → 시몬 오스틴 | 어디서나 공방          | 장소와 시간을 상관하지 않고 공방으로 들어가는 입구를 열수있으며 연구용으로 신천도 전역의 자원이 일정량 지급된다. |

| 이명       | 원전                             | 소유자                   | 이명무기     | 특전                        | 비고 |
| ---------- | -------------------------------- | ------------------------ | ------------ | --------------------------- | ---- |
| 문무왕     | 신라시대의 왕                    | 존 도우(도플갱어) → 무기 | 만파식전     | 수천도 자유이용권           |      |
| 수르트     | 북유럽 신화에 등장하는 불의 거인 | 그레이스 유포리아        | 레바테인     | 사우나 이용권, 재생의 갑옷  |      |
| 진무 덴노  | 일본의 초대 왕                   |                          | 후츠노미타마 | 태양신의 자손이라 합니다.   |      |
| 제천대성   | 서유기의 손오공                  | 아이링                   | 여의금고봉   | 매달 선도복숭아 5개지급     |      |
| 태공망     | 은주혁명기의 전략가              | 신유신                   | 타신편       | 행황기                      |      |
| 태조고황제 | 조선의 태조 이성계               | 리 샤오메이              | 전어도       | 사인참사검                  |      |
| 퍼거스     | 켈트 신화의 영웅                 |                          | 칼라드볼그   | 모든 잔치에 참가하는 기아스 |      |

| 이명     | 원전                            | 소유자                                    | 이명무기      | 특전                   | 비고 |
| -------- | ------------------------------- | ----------------------------------------- | ------------- | ---------------------- | --- |
| 라       | 이집트의 태양신                 | 호문쿨루스 A.F(피오)                      | 라의 눈       | 태양신입니다.          | 왼쪽 눈에 착용하면 '아툼', 오른쪽 눈에 끼면 '케프리(라)'. 아툼은 신체 능력을 향상, 케프리(라)는 '태양의 힘'으로 공격 |
| 메시아   | 구세주                          |                                           | 롱기누스의 창 | 절대기도               | |
| 석가     | 불교의 창시자                   | 후 시신                                   | 석가여래의 손 | 깨달음에 도달한 구도자 | |
| 시바     | 힌두교의 파괴신                 | 푸른 설원의 늑대→아인 루비라이트          | 트리슈라      | 파괴의 재생            | |
| 오딘     | 북유럽 신화의 주신              | 그레이스 유포리아→아실 아바르 로드 리베리 | 궁니르        | 지혜의 샘물            | |
| 원시천존 | 도교에서 말하는 천지만물의 시원 | 비현군(태공망)                            | 반고번        | 도교의 신              | |
| 제우스   | 그리스 신화의 주신              | 우로보로스 디가르                         | 아스트라페    | 하늘의 주인            | |

### 이명 쟁탈전
이명쟁탈전(異名爭奪戰)
그것은 서로의 이명을 걸고 벌이는 전쟁의 이름이다.
자신의 가치를 증명하고자 발버둥치는 자들.
자신이 타인보다 위임을 증명하고자 하는 오만한 자들.
명성을 얻어 편한 삶을 추구하고자 하는 게으른 자들.
유구한 시간을 자극하는 오락을 요구하는 자들.
그 누구를 가리지 않고 신천도의 모두가 참가하는 오락이자 스포츠, 그리고 전쟁이다.
그들이 원하는 것은 자신의 격을 증명할 증거인 『이명』!
상대방의 이명을 빼앗기 위해 싸운다.
자신의 이명을 지키기 위해 싸운다.
방법과 수단은 가리지 않는다.
승리해 상대의 이명을 빼앗거나 자신의 이명을 지키는 것, 그것이 이 작은 전쟁의 목적이다.
싸워라! 승리하라! 빼앗아라! 그리고 지켜내라!
목적은 단 하나, 신천도에 단 7개밖에 존재하지 않는 '주인(主人)'의 이명을 얻기 위해!

## 출판 정보
NEOTYPE이 쓰고 Gilse가 삽화, RN이 만화를 맡아 영상출판미디어의 노블엔진을 통해 2012년부터 연재 중이다. 일본어판 판권이 일본으로 수출되었고, 일본에서의 출판사는 프리덤노벨이다.
2016년 2월에 후속편인 몬스☆패닉 NG가 출간되었다.
- 지음 - NEOTYPE
- 삽화 - Gilse
- 만화 - RN
- 대한민국 펴냄 - 영상출판미디어
- 일본 펴냄 - 링고프로모션

출판 목록
- 몬스☆패닉 1
  - 대한민국 - 2012-05-01, ISBN 978-89-652-6916-8
  - 일본 - 2013-05-24, ISBN 978-4-906878-12-0 {{isbn}}의 변수 오류: 유효하지 않은 ISBN.
- 몬스☆패닉 2
  - 대한민국 - 2012-08-01, ISBN 978-89-673-0066-1
- 몬스☆패닉 3
  - 대한민국 - 2012-11-01, ISBN 978-89-673-0209-2
- 몬스☆패닉 4
  - 대한민국 - 2013-03-01, ISBN 978-89-673-0412-6
- 몬스☆패닉 5
  - 대한민국 - 2013-07-01, ISBN 978-89-673-0595-6
- 몬스☆패닉 5.5
  - 대한민국 - 2013-10-01, ISBN 978-89-673-0786-8
- 몬스☆패닉 5.5 + 삼학연의 초회한정 합본박스셋
  - 대한민국 - 2013-10-01, ISBN 978-89-673-0785-1
- 몬스☆패닉 6
  - 대한민국 - 2014-01-01, ISBN 978-11-5627-361-9 {{isbn}}의 변수 오류: 유효하지 않은 ISBN.
- 몬스☆패닉 6  달력 한정판
  - 대한민국 - 2014-01-01, ISBN 9791156276326
- 몬스☆패닉 6.5
  - 대한민국 - 2014-04-01, ISBN 978-11-5627-871-2 {{isbn}}의 변수 오류: 유효하지 않은 ISBN.
- 몬스☆패닉 6.5 드라마CD 특별판
  - 대한민국 - 2014-04-01, ISBN 979-11-5627-859-7
- 몬스☆패닉 7
  - 대한민국 - 2014-09-01, ISBN 978-11-319-0153-3 {{isbn}}의 변수 오류: 유효하지 않은 ISBN.
- 몬스☆패닉 8
  - 대한민국 - 2015-01-22, ISBN 978-11-319-0346-9 {{isbn}}의 변수 오류: 유효하지 않은 ISBN.
- 몬스☆패닉 8 직소 퍼즐 특별판
  - 대한민국 - 2015-01-22, ISBN 9791131903476

## 애니메이션
2014년 4월 1일에 텔레비전 애니메이션 제작 결정이 발표되었다.

### 논란
2016년 4월 1일에 공개된 애니메이션 PV 영상 속의 액션 씬이 블랙★록 슈터의 장면을 표절했다는 것이 확인되었다.
그리하여 애니화 중지

## 같이 보기
- 노블엔진
- NEOTYPE